# Club Atlético Santa Rosa
El Club Atlético Santa Rosa es un club de fútbol argentino de la Ciudad de Santa Rosa, capital de la Provincia de La Pampa. Fue fundado el 2 de junio de 1923 y es conocido deportivamente por el apodo de El Albo.
Compite en el Torneo Regional Federal Amateur 2024-25. 

## Historia
En 1951 logró su primer campeonato de la Liga Cultural. Durante los años '50 y '60 logró ganar otros 3 torneos.
El presidente actual en ejercicio de la institución, es Bruno Ramírez, electo en Asamblea Ordinaria del día 23 de septiembre de 2022. Su actual entrenador es Guido Carracedo, quien asumió en el cargo el 14 de septiembre de 2022, en reemplazo de Ernesto Susbieles.

### La llegada a Primera División
Tras conquistar su quinto título de la Liga Cultural de Fútbol (La Pampa) en 1982, obtuvo el boleto que disponía la liga, para disputar el Torneo Regional 1983. Allí integró el Grupo Sur A, junto a Racing Club (Eduardo Castex), Alianza (Cutral Có), Cipolletti (Río Negro) y Alicopa (Bariloche). 
| Tabla Posiciones Grupo Sur A |                                        |    |    |    |    |    |    |     |     |
| Pos                          | Equipo                                 | J  | G  | E  | P  | GF | GC | Dif | Pts |
| 1                            | Atlético Santa Rosa (Santa Rosa) (Cla) | 8  | 4  | 4  | 0  | 8  | 2  | 6   | 12  |
| 2                            | Alianza (Cutral Có)                    | 8  | 3  | 4  | 1  | 12 | 6  | 6   | 10  |
| 3                            | Club Cipolletti (Cipolletti)           | 8  | 2  | 4  | 2  | 10 | 10 | 0   | 8   |
| 4                            | Racing Club (Eduardo Castex)           | 8  | 1  | 5  | 2  | 4  | 6  | -2  | 7   |
| 5                            | Alicopa (Bariloche)                    | 8  | 1  | 1  | 6  | 11 | 21 | -10 | 3   |
| TOTALES                      | TOTALES                                | 40 | 11 | 18 | 11 | 45 | 45 | 0   | 40  |

| (Cla) | Clasificado a la Final del Grupo Sur. |

Tras ganar el grupo inicial, disputó la final por el ascenso al Nacional 1983, frente al ganador del Grupo Sur B: San Lorenzo (Río Gallegos). La ida se jugó en el estadio "Mateo Calderón", de Santa Rosa, el 13 de febrero de 1983 y fue victoria de Atlético por 2 a 0. La vuelta se jugó el 20 de febrero de ese año en Río Gallegos, y fue empate 0 a 0; dichos resultados le permitieron al "Albo" acceder a disputar el Torneo Nacional 1983, convirtiéndose en el primer equipo de la provincia en jugar dicho certamen.

|  | Final        |                     |   |   |  |
|  | 13/2 y 20/2. |                     |   |   |  |
|  |              |                     |   |   |  |
|  | 1            | San Lorenzo         | 0 | 0 |  |
|  | 1            | San Lorenzo         | 0 | 0 |  |
|  | 2            | Atlético Santa Rosa | 2 | 0 |  |
|  | 2            | Atlético Santa Rosa | 2 | 0 |  |

Nota: El equipo mencionado en la línea superior definió la serie de local.
En consecuencia, Atlético Santa Rosa disputó el Campeonato Nacional de 1983, la máxima competición del fútbol argentino. A pesar de la clasificación y disputa del torneo, el equipo terminó último de su grupo con un balance de 6 partidos perdidos y tan solo 4 goles a favor. Esa participación le permite a Atlético Santa Rosa formar parte de la clasificación histórica de la Primera División de fútbol argentino.El equipo era Carlos Argañaraz, Ricardo Pisacco, José Luis Rodríguez, Daniel Parisi, Mario Montigni, Ramón Ramírez, Alberto Mansilla, Alberto Munguía, Daniel Petrucci y Rubén Susvielle. Delegado deportivo Diego Juan Delamer y Entrenador: Jorge Sánchez.

### Otras participaciones en torneos de orden regional
El club también ha participado de otros torneos nacionales de orden regional como el Torneo del Interior, el Torneo Argentino B, el Torneo Argentino C y el Torneo Federal C.

Precisamente intervino en: los Torneos del Interior 1992/93 y 1993/94; Torneo Argentino B 1999/00; Torneo Argentino C 2008 y Torneo Federal C 2016 y 2017 .
Torneo Regional Federal Amateur 2024: terminó 3° en la zona 10 en 1a. Fase: eliminado.

## Estadio
Su estadio se llama Mateo Calderón, se encuentra ubicado en José Luro 900, de la ciudad de Santa Rosa. Fue inaugurado el 2 de junio de 1963, es decir el día del 40° aniversario del club 

## Palmarés

### Torneos locales
- Primera División (10), ganó los siguientes Campeonatos Oficiales: 1951, 1956, 1960, 1961, 1982, 1992, 1993, Apertura 1999, 2003, 2010.
- Primera "B" (1), 2009.

### Torneos regionales o del interior
- Torneo Regional: (1), 1983.[7]